# Pseudione novaeguineensis
Pseudione novaeguineensis är en kräftdjursart som beskrevs av Danforth 1971. Pseudione novaeguineensis ingår i släktet Pseudione och familjen Bopyridae. Inga underarter finns listade i Catalogue of Life.